# 齊藤正
齊藤 正 (さいとう　ただし、1965年 - ) は、日本の建築家。香川県丸亀市にて株式会社齊藤正轂工房（一級建築士事務所）を主宰。その他、JIA（日本建築家協会）香川地域会 会長（2010）、中川幸夫プレ美術館運営委員会 会長を務める。
瀬戸内海でかつて栄えた塩飽大工の再組織化や、建築資材の乏しい地域で行われていた「版築」という技法の復興などに取り組んでいる。映画監督の本広克行は香川県立丸亀西中学校の同級生で、その縁から映画『UDON』のオープンセットを担当した。

## 略歴
- 1965年 香川県生まれ
- 1988年 近畿大学工学部建築学科　卒業
- 1989年 株式会社栗生総合計画事務所　勤務
- 1992年 齊藤正 轂工房一級建築士事務所　設立
- 2000年 近畿大学工学部建築学科　非常勤講師
- 2005年 国際建築家 APEC ARCHITECT　登録
- 2007年 事務所名を株式会社齊藤正轂工房に改称
- 2009年 中川幸夫プレ美術館運営委員会　設立

## 主な作品
- 満濃の家 (香川県)
- ロードサイドミュージアム　Xa104 (広島県)
- 馬指の医院（香川県）
- 多度津の家（香川県）
- 上下歴史文化資料館（広島県）
- 浜名湖花博 国際花の交流館（静岡県）（設計：栗生総合計画事務所+柿内正之+齊藤正）
- 馬指の医院増築（香川県）
- CONSERVATORY（香川県）
- VEGETATION（香川県）
- NEST-NEST（香川県）
- 映画「UDON」オープンセット（香川県）
- CUREBLOOM（香川県）
- KICHI（香川県）
- n-OM1（東京都）
- サンクリーン歯科（香川県）
- 舞台「Fabrica10.0.1」舞台装置（東京都）
- イスノキ（香川県）

## 受賞
- 1988年　日本建築学会中国支部長賞
- 1989年　建築環境デザインコンペティション 最優秀
- 1993年　SDレビュー93’入選
- 1994年　実施設計競技　吉舎町「道の駅」 最優秀
- 1996年　インターイントラスペース　ガラスのデザイン賞
- 1998年　中華民国交通局レジデンス.コンペティション　最優秀
- 2004年　浜名湖花博 国際花の交流館 グッドデザイン賞
- 2015年　芸術選奨文部科学大臣新人賞受賞（「HANCHIKU HOUSE」）